# Miss Teen USA 2014
Miss Teen EUA 2014, foi a 32° edição do concurso Miss Teen USA, Foi realizado no Atlantis Paradise Island em Nassau, Bahamas, em 2 de agosto de 2014 foi apresentado pelo jornalista australiano Karl Jeno Schmid e pela Miss USA 2013 Erin Brady. Cassidy Wolf, de Califórnia, coroou sua sucessora K. Lee Graham, da Carolina do Sul no final do evento.

## Resultados
| Resultados Finais  | Concorrente |
| ------------------ | --- |
| Miss Teen EUA 2014 | - Carolina do Sul - K. Lee Graham |
| 1° Vice-Campeão    | - Mississippi - Vaeda Mann |
| 2° Vice-Campeão    | - Pensilvânia - Sydney Robertson |
| 3° Vice-Campeão    | - Califórnia - Bianca Vierra |
| 4° Vice-Campeão    | - Nova Jérsei - Valentina Sanchez |
| Top 15             | - Arizona - Savannah Wix - Delaware - Mia Jones - Indiana - Zoe Parker - Massachusetts - Bailey Medeiros - Michigan - Iris Robare - Oklahoma - Brooklynne Bond - Tennessee - Morgan Moseley - Texas - Kellie Stewart - Virgínia Ocidental - Lexsey Marrara - Wisconsin - Patience Vallier |

### Prêmios Especiais
| Prêmio          | Concorrente                      |
| --------------- | -------------------------------- |
| Miss Fotogênica | - Alabama - Baskin Champion      |
| Miss Simpatia   | - Pensilvânia - Sydney Robertson |

## Concurso

### Seleção das candidatas
As 51 candidatas de cada estado e o Distrito de Columbia foram elegidas em concursos estaduais que começaram em setembro de 2013 e terminaram em janeiro de 2014. A data do concurso foi anunciada em 22 de abril de 2014, as candidatas foram confirmadas logo em seguida.

### Rodada preliminar
Antes da competição final, as candidatas competiram na competição preliminar, que envolveu entrevistas privadas com os juízes e um show de apresentação em que elas competiram em trajes de banho e trajes de gala. A competição preliminar ocorreu em 1 de agosto de 2014.

### Finais
Durante a competição final, as 15 semifinalistas competiram em trajes de banho e trajes de gala, e as top 5 finalistas competiram em uma rodada de perguntas personalizadas feitas por um painel de juízes.

## Juízes
- Amber Kartz.
- Christielle Lim.
- Fred Nelson.
- Joe Parisi.
- Mallory Tucker.

## Candidatas
51 candidatas competiram no Miss Teen EUA 2014.
| Estado               | Candidatas           | Cidade Natal        | Idade na época | Colocação          | Notas |
| -------------------- | -------------------- | ------------------- | -------------- | ------------------ | --- |
| Alabama              | Baskin Champion      | Vestavia Hills      | 19             | Miss Fotogênica    | |
| Alasca               | Whitney Williams     | Anchorage           | 17             |                    | |
| Arizona              | Savannah Wix         | Paradise Valley     | 17             | Top 15             | Mais tarde Miss Arizona USA 2019 e Miss Malibu EUA 2019. |
| Arkansas             | Lauren Weaver        | Greenwood           | 17             |                    | Mais tarde Miss Arkansas USA 2018. |
| Califórnia           | Bianca Vierra        | Hayward             | 18             | 3° Vice-Campeão    | Anteriormente Miss Teenage Califórnia 2011; e anteriormente Miss High School America 2012.                                                                              |
| Colorado             | Cindy Yan            | Denver              | 16             |                    | |
| Carolina do Norte    | Pammy Peters         | Raleigh             | 17             |                    | |
| Carolina do Sul      | K. Lee Graham        | Chapin              | 17             | Miss Teen EUA 2014 | Filha da Miss Carolina do Sul Teen EUA 1985, Jennifer Newin. |
| Connecticut          | Sydney West          | Vernon              | 16             |                    | Irmã da Miss Connecticut Teen EUA 2012 e Miss Teen EUA 2012 Logan West.                                                                                                 |
| Delaware             | Mia Jones            | Bear                | 17             | Top 15             | |
| Dakota do Norte      | Josie Hettich        | Wilton              | 17             |                    | |
| Dakota do Sul        | Madison McKeown      | Brandon             | 18             |                    | Mais tarde Miss South Dakota USA 2016 e top 10 no Miss USA 2016. |
| Distrito de Colúmbia | Dominick Fink        | Chesapeake          | 19             |                    | Anteriormente Miss Virginia's Outstanding Teen 2011. |
| Flórida              | Natalie Fiallo       | Miami               | 15             |                    | |
| Geórgia              | Noelle Hughley       | Lithonia            | 17             |                    | |
| Havaí                | Mariah Gosling       | Honolulu            | 18             |                    | |
| Idaho                | Hannah Menzer        | Boise               | 18             |                    | |
| Illinois             | Miranda Fenzau       | Orland Park         | 17             |                    | |
| Indiana              | Zoe Parker           | Fort Wayne          | 16             | Top 15             | |
| Iowa                 | Amanda Armstrong     | Sioux City          | 16             |                    | |
| Kansas               | Claire-Bailey Lee    | Andover             | 17             |                    | Filha da Miss Kansas USA 1986, Audra Ockerman. |
| Kentucky             | Meghan Ducharm       | Shelbyville         | 18             |                    | |
| Luisiana             | Mary Risener         | Houma               | 18             |                    | |
| Maine                | Danielle Hurtubise   | Portland            | 16             |                    | |
| Maryland             | Mariela Pepin        | Severn              | 17             |                    | Nasceu em Porto Rico, Mais tarde Miss Maryland EUA 2019. |
| Massachusetts        | Bailey Medeiros      | Monson              | 16             | Top 15             | Atualmente líder de torcida do New England Patriots. |
| Michigan             | Iris Robare          | Gladstone           | 16             | Top 15             | |
| Minnesota            | Catherine Stanley    | Bloomington         | 18             |                    | |
| Mississippi          | Vaeda Mann           | Hattiesburg         | 16             | 1° Vice-Campeão    | |
| Missouri             | Samantha Bowers      | Harrisonville       | 18             |                    | |
| Montana              | Madyson Rigg         | Kalispell           | 17             |                    | |
| Nebraska             | Savannah Rave        | Omaha               | 18             |                    | |
| Nevada               | Alexa Taylor         | Summerlin           | 17             |                    | |
| Nova Hampshire       | Mikaela Seamans      | Keene               | 17             |                    | |
| Nova Jérsei          | Valentina Sanchez    | Spring Lake Heights | 18             | 4° Vice-Campeão    | Nasceu na Venezuela e anteriormente Teen Model Venezuela 2011. |
| Novo México          | Aundria Littlejohn   | Las Cruces          | 17             |                    | |
| Nova Iorque          | Corrin Stellakis     | Bridgeport          | 17             |                    | Mais tarde Miss Missouri World; top 12 no Miss Mundo América 2015, Miss Terra Estados Unidos 2016 e top 8 no Miss Terra 2016; Vencedora do Miss Multiverse 3 Temporada. |
| Ohio                 | Emma Rofkar          | Curtice             | 17             |                    | |
| Oklahoma             | Brooklynne Bond      | Tulsa               | 16             | Top 15             | |
| Oregon               | Alexandra Perry      | Portland            | 16             |                    | |
| Pensilvânia          | Sydney Robertson     | Williamsport        | 16             | 2° Vice-Campeão    | Miss Simpatia |
| Rhode Island         | Gabriella Maggiacomo | Hope                | 17             |                    | |
| Tennessee            | Morgan Moseley       | Johnson City        | 15             | Top 15             | |
| Texas                | Kellie Stewart       | Fort Worth          | 16             | Top 15             | |
| Utah                 | Savannah Lancaster   | Salt Lake City      | 18             |                    | |
| Vermont              | Madison Cota         | Bellows Falls       | 17             |                    | Mais tarde Miss Vermont USA 2017. |
| Virgínia             | Olivia Fletcher      | Louisa              | 16             |                    | |
| Virgínia Ocidental   | Lexsey Marrara       | Morgantown          | 17             | Top 15             | |
| Washington           | Starla Sampaco       | Bellevue            | 18             |                    | |
| Wisconsin            | Patience Vallier     | Lake Mills          | 17             | Top 15             | |
| Wyoming              | Karlie Sanders       | Casper              | 18             |                    | |

## Links externo
- Site oficial do Miss Teen USA